# G.711
G.711 (Рекомендація ITU-T) — міжнародний стандарт для модуляції мовних сигналів в каналах з швидкістю передачі даних 64 кбіт/с. Це імпульсно-кодова модуляція (PCM) з частотою дискретизації 8 кГц з роздільною здатністю 8 біт на семпл. Враховуючи теорему Котельникова-Шеннона, відповідно до G.711 може шифрувати з пропускною спроможністю до 4 кГц.
Це основний стандарт для PCM цифрової телефонії. Він часто використовується в інтернет-телефонії (VoIP).

## Варіанти
Є два варіанти цього кодека:
- G.711u (PCMU), використовує алгоритм μ-закону, що використовується в Північній Америці і Японії

{\displaystyle y={\frac {\ln(1+\mu |x|)}{\ln(1+\mu )}}}, де {\displaystyle \mu =255}
- G.711A (PCMA), використовує алгоритм A-закону, який використовується рештою світу

{\displaystyle y={\frac {Ax}{1+\ln A}}}, для {\displaystyle x\leqslant {\frac {1}{A}}}
{\displaystyle y={\frac {1+\ln(Ax)}{1+\ln A}}}, для {\displaystyle {\frac {1}{A}}\leqslant x\leqslant 1}
де {\displaystyle A=87.6}